# Emilio Salgari
Emilio Salgari (Verona, 21 d'agost de 1862 - Torí, 25 d'abril de 1911) fou un escriptor i periodista italià.
Va escriure principalment novel·les d'aventures, ambientades en llocs tan diversos com Malàisia, el mar Carib, la selva índia, l'oest dels Estats Units o els mars àrtics. Va crear personatges que van alimentar la imaginació de milions de lectors, com el pirata Sandokan. La seva obra va ser molt popular. Moltes de les seves novel·les s'han dut al cinema. Va morir a Torí el 25 d'abril de 1911 després d'haver-se practicat el ritual japonès del seppuku.

## Traduccions al català
- El corsari negre (Edicions de La Magrana, 1992) ISBN 978-84-7410-079-2
- Els corsaris de les Bermudes (Edicions Bromera, 2009) ISBN 978-84-7660-041-2
- Sandokan (Editorial Teide, 2009) ISBN 978-84-307-6352-8